# Hakea francisiana
Hakea francisiana (лат.) — кустарник или дерево, вид рода Хакея (Hakea) семейства Протейные (Proteaceae), произрастающий в Западной и Южной Австралии. 

## Ботаническое описание
Hakea francisiana — кустарник или дерево, достигающее на открытой местности высоты от 3 до 8 м, имеет V-образную крону и грубую кору. Вечнозелёные линейные листья имеют длину до 15 см и ширину около 3 мм. Цветёт с июля по октябрь и даёт розово-красные цветки. Цветы появляются в больших кистях, которые могут достигать 10 см в длину. Цветы появляются в пазухах листьев зимой и весной. Цветы красного или красновато-фиолетового цвета, но тип, который когда-то был известен как H. coriacea, в основном кремового цвета с розовой серединой. После цветения образуются древесные семенные коробочки длиной около 20 мм, в которых содержатся два крылатых семени. Плоды сбрасывают семена в особых условиях, таких как лесной пожар. Эта хакея очень похожа на Hakea bucculenta и Hakea multilineata.

## Таксономия
Вид Hakea francisiana был описан немецким ботаником Фердинандом фон Мюллером в 1858 году в рамках работы Fragmenta Phytographiae Australiae. Синонимами вида являются Hakea grammatophylla, Hakea coriacea, Hakea multilineata, Hakea multilineata var. graminea и Hakea multilineata var. grammatophylla. Видовой эпитет — в честь Джорджа Уильяма Фрэнсиса, который был первым директором Ботанического сада Аделаиды в 1857—1865 годах.

## Распространение и местообитание
H. francisiana эндемичен для районов в округах Уитбелт, Средне-Западный и Голдфилдс-Эсперанс Западной Австралии, от Джералдтона на западе до Уилуны на севере до озера Грейс на юге и Большой пустыни Виктории на востоке, простирающейся в западные районы Южной Австралии. Растёт на песчаных равнинах на песчано-глинистых, суглинистых или глинистых почвах, часто с присутствием гравия и кварца. Как правило, это часть эвкалиптовых лесов и кустарниковых экосистем.

## Культивирование
Эта хакея требует полного солнца и минимального полива. Она используется в декоративных целях или как среда обитания для птиц и пчёл. Растение устойчиво к засухе, известнякам и умеренным или легким морозам. Иногда её прививают на более устойчивый подвой.